# Lactarius deterrimus
Ne doit pas être confondu avec Lactaire délicieux.
Lactaire détestable, Lactaire des épicéas, Lactaire très mauvais, Lactaire faux-délicieux des épicéas
Espèce
Statut de conservation UICN

 LC  : Préoccupation mineure
Lactarius deterrimus, le Lactaire des épicéas ou Lactaire détestable, est une espèce de champignons basidiomycètes de la famille des Russulaceae. Il est caractérisé par son pied sans scrobicules, orné d'un cerné à son extrémité supérieure, ainsi que son inféodation stricte aux Épicéas. Il fait partie d'un groupe de Lactaires à latex orangé ou rougeâtre assez ressemblants et souvent confondus entre eux par les cueilleurs. C'est un champignon comestible, mais bien moins intéressant que le Lactaire délicieux à qui il ressemble beaucoup, car sa chair est plus ou moins amère.

## Taxonomie
Le nom correct complet (avec auteur) de ce taxon est Lactarius deterrimus Gröger.

### Synonymes
Lactarius deterrimus a pour synonymes :
- Lactarius deliciosus var. deterrimus (Gröger) Hesler & A.H.Sm.
- Lactarius deliciosus var. picei Vas.
- Lactarius deliciosus var. piceus Smotl.

### Phylogénie
Le champignon est longtemps confondu avec le Lactaire délicieux, auquel il ressemble beaucoup. Miroslav Smotlacha (en) le décrit en 1946 comme une de ses variétés, Lactarius deliciosus var. piceus. Après la découverte du Lactaire semi-sanguin (Lactarius semisanguifluus) en 1950, on l'assimile à ce dernier. C'est finalement le mycologue allemand Frieder Gröger (en) qui en fait une espèce séparée en 1968. Il choisit l'épithète spécifique deterrimus (« moins bon » en latin) par allusion à son arrière-goût amer, qui le rend moins « délicieux » que son célèbre précédent.
En 1979, les formes nord-américaines sont réduites à nouveau en variétés : Lactarius deliciosus var. deterrimus. Bien que ce nom soit considéré comme un synonyme de Lactarius deterrimus, ces formes ne semblent pas former de groupe monophylétique avec les formes européennes. Lactarius deterrimus appartient à la section Deliciosi du genre Lactarius, dont les membres se distinguent par leur latex orange ou rouge à bleu. Il est très proche d'une autre espèce plus rare découverte en 1998, Lactarius fennoscandicus (en).

### Étymologie
L'épithète spécifique deterrimus "détestable", fait réfèrence à la saveur peu agréable de ce Lactaire, contrairement au Lactaire délicieux. Son habitat distinctif lui vaut son nom français normalisé de Lactaire de l'épicéa (Lactaire des épinettes au Québec).

### Noms vulgaires et vernaculaires
Ce taxon porte en français les noms vernaculaires ou normalisés suivants : Lactaire de l'épicéa, Lactaire détestable, Lactaire très mauvais,, Lactaire faux-délicieux des épicéas.

## Description du sporophore
Le Lactaire des épicéas est un champignon dont le sporophore présente un pied et un chapeau. Le pied est central. Sous le chapeau, l'hyménophore est constitué de lames.

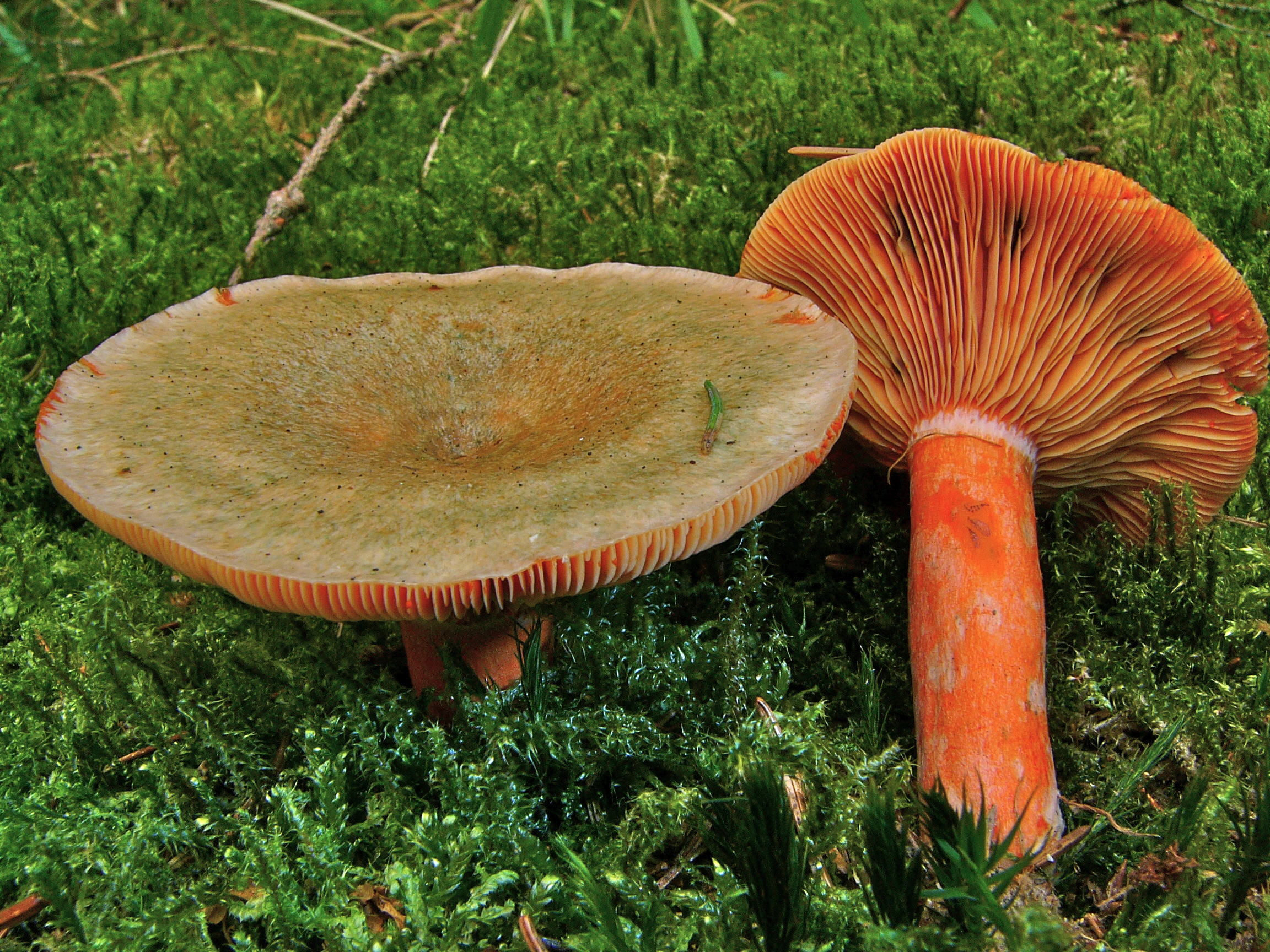
Chapeau verdissant et cerne blanc au sommet du pied.

Son chapeau, qui mesure entre 4 et 12 cm de diamètre, est d'abord ombiliqué, puis déprimé à infundibuliforme. Il est lisse et viscidule, orange carotte, parfois zoné de bandes orange roux, et se tache de vert avec l'âge.
Les lames sont adnées à subdécurrentes, serrées et modérément larges, jusqu'à 5 mm d'épaisseur. Elles sont d'abord concolores au chapeau, puis plus ou moins saumonées, et enfin maculées de vert.
Son stipe, qui mesure 3 à 5 cm de long pour 1,5 à 3 cm d'épaisseur, est sec et lisse, sans scrobicules. Il est également orangé, souvent orné d'un cerne blanc au sommet.
La chair est blanchâtre à jaune orangé pâle et sécrète un lait (latex) peu abondant, orange carotte puis pourpre vineux en une demi-heure. Ils ont une saveur peu agréable, plus ou moins piquante et amère, et une odeur fruitée. La sporée est crème ocré.

### Caractéristiques microscopiques
Ses spores mesurent 8 à 11,5 µm x 6,5 à 9 µm.

## Galerie

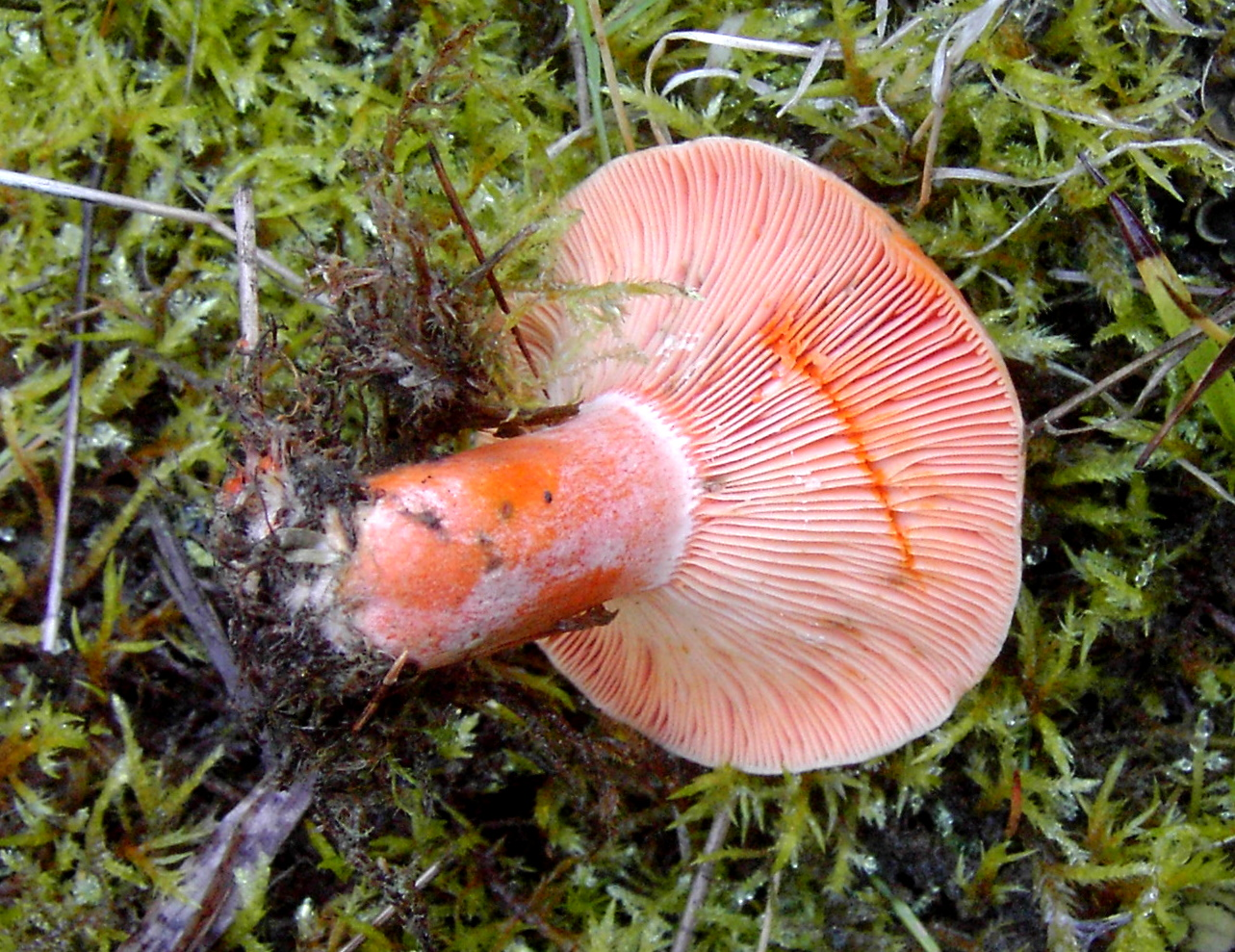
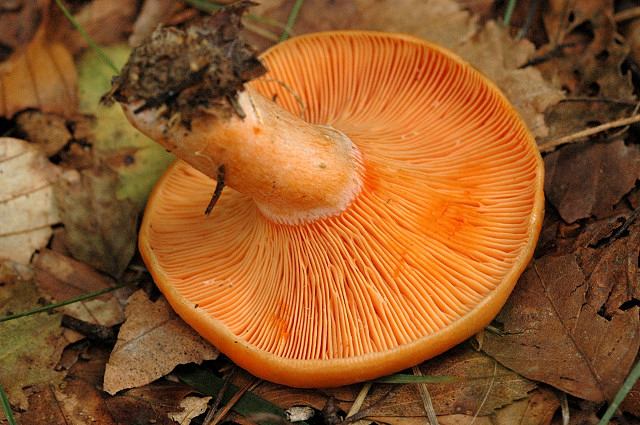
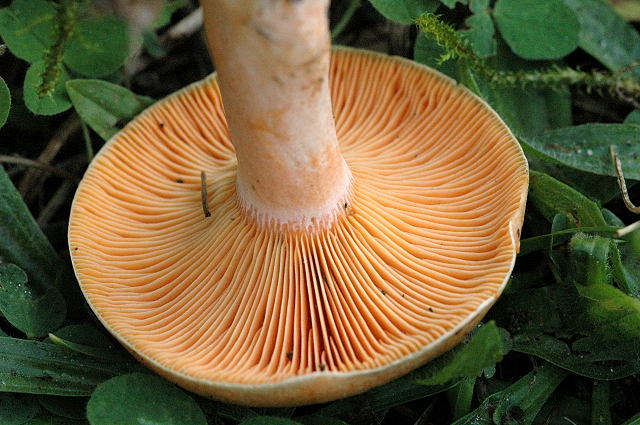
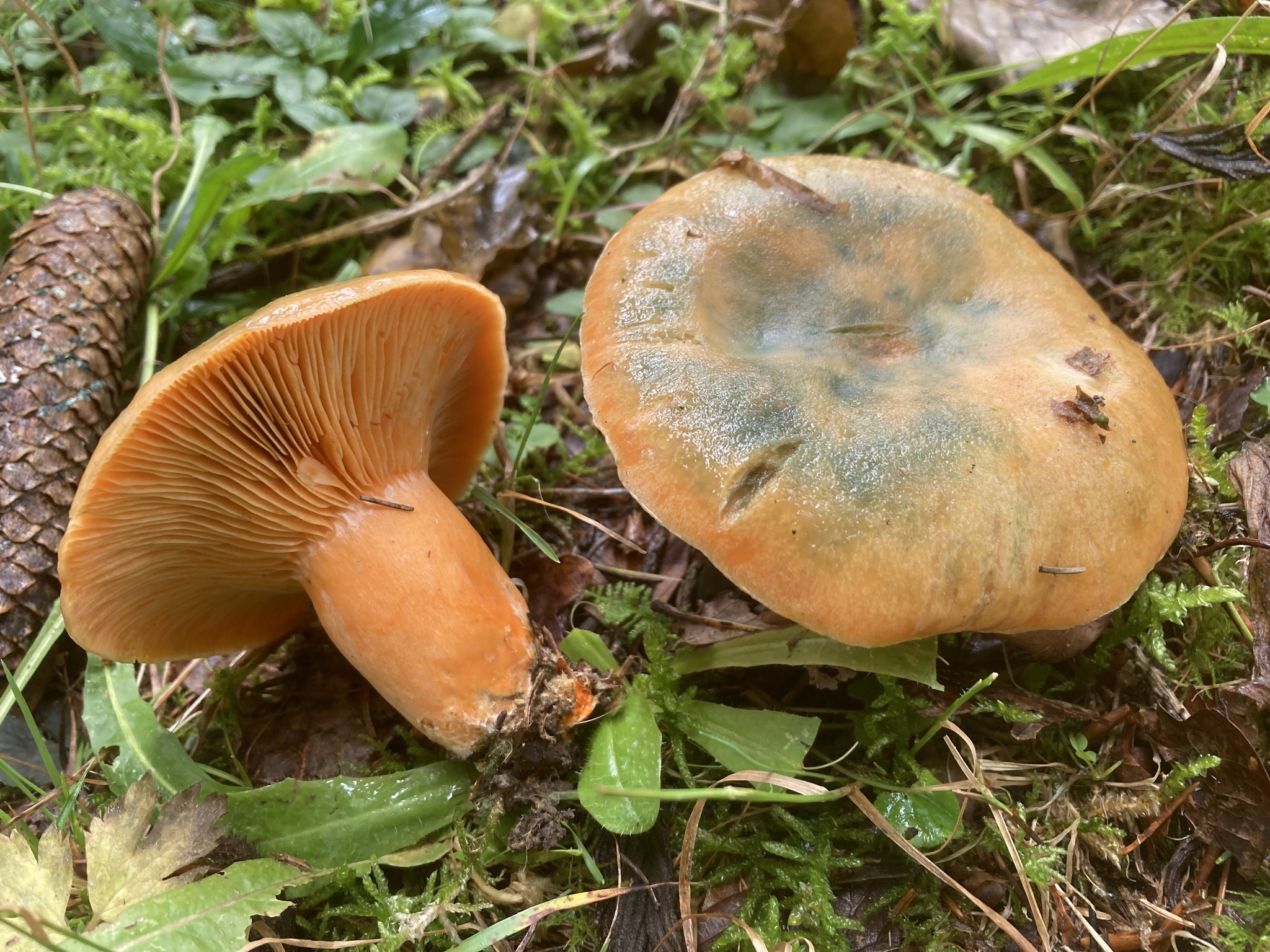
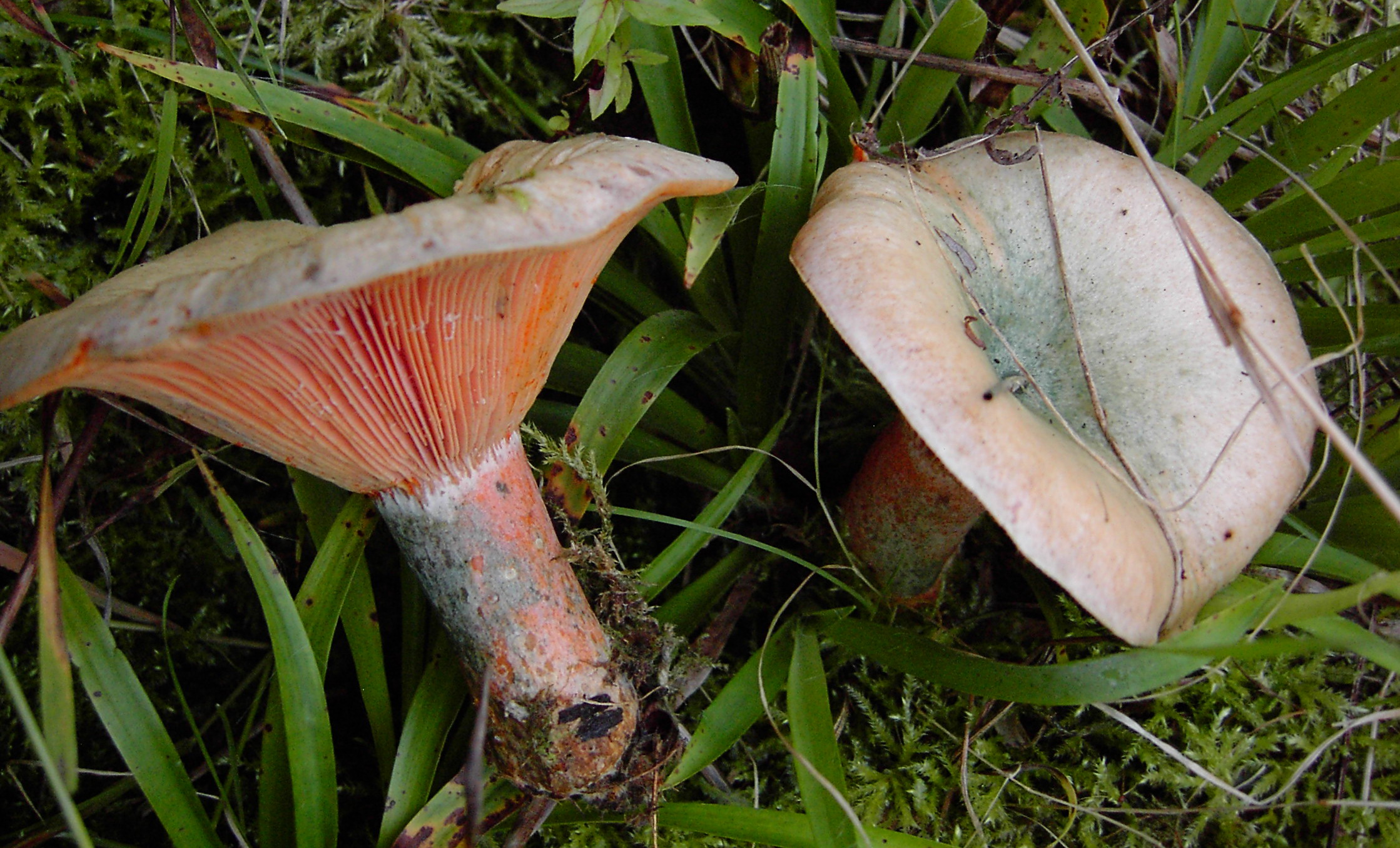
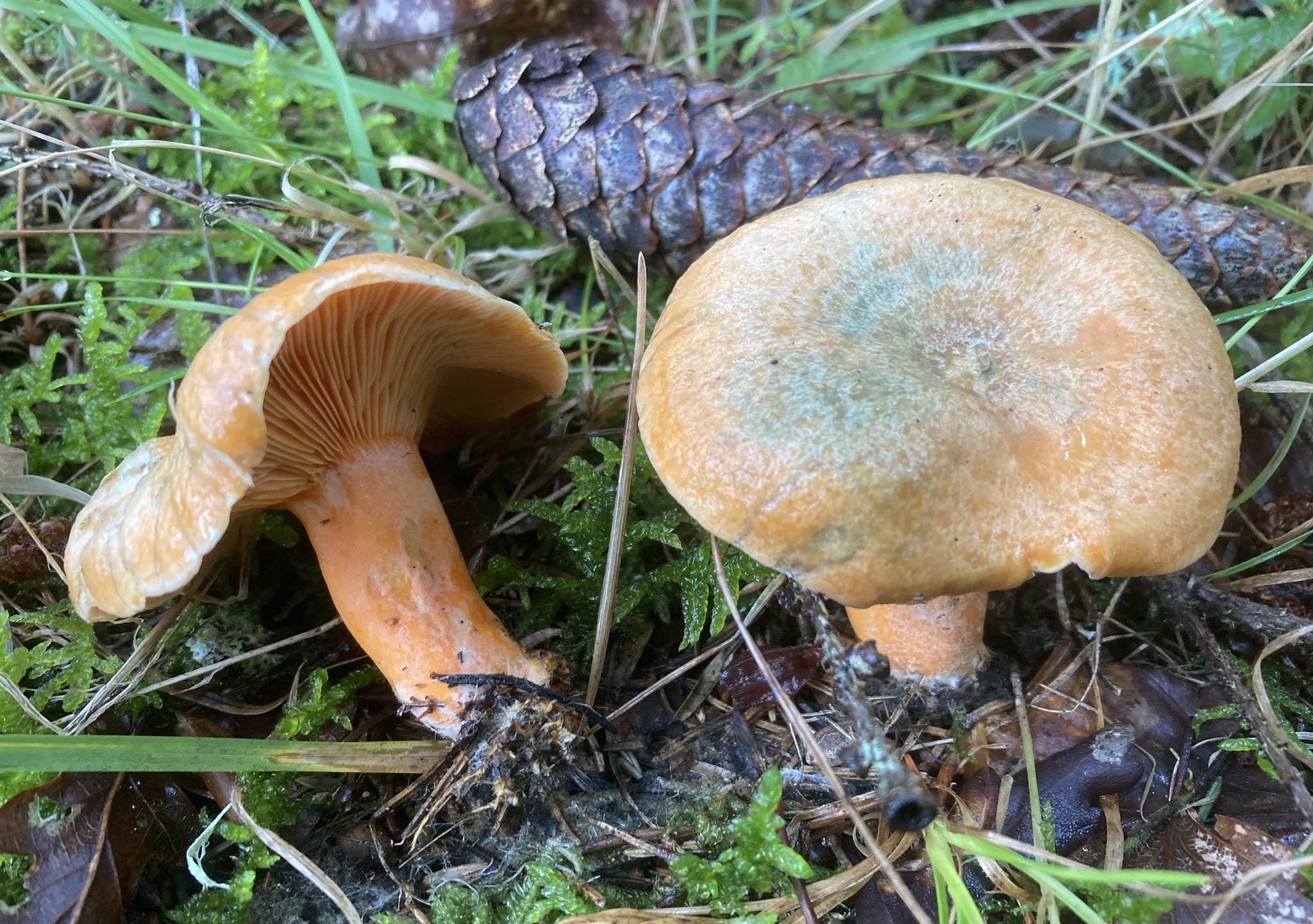
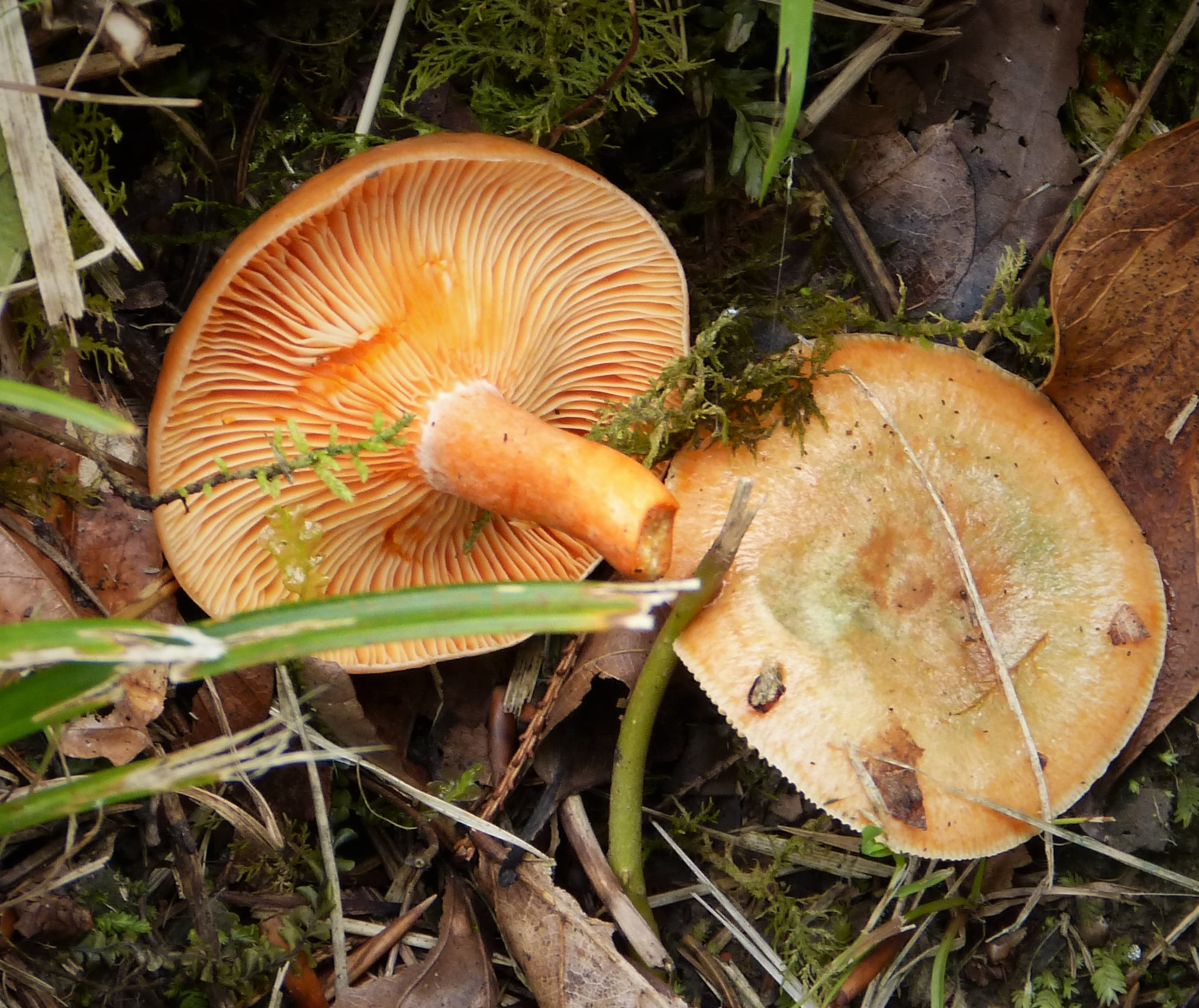
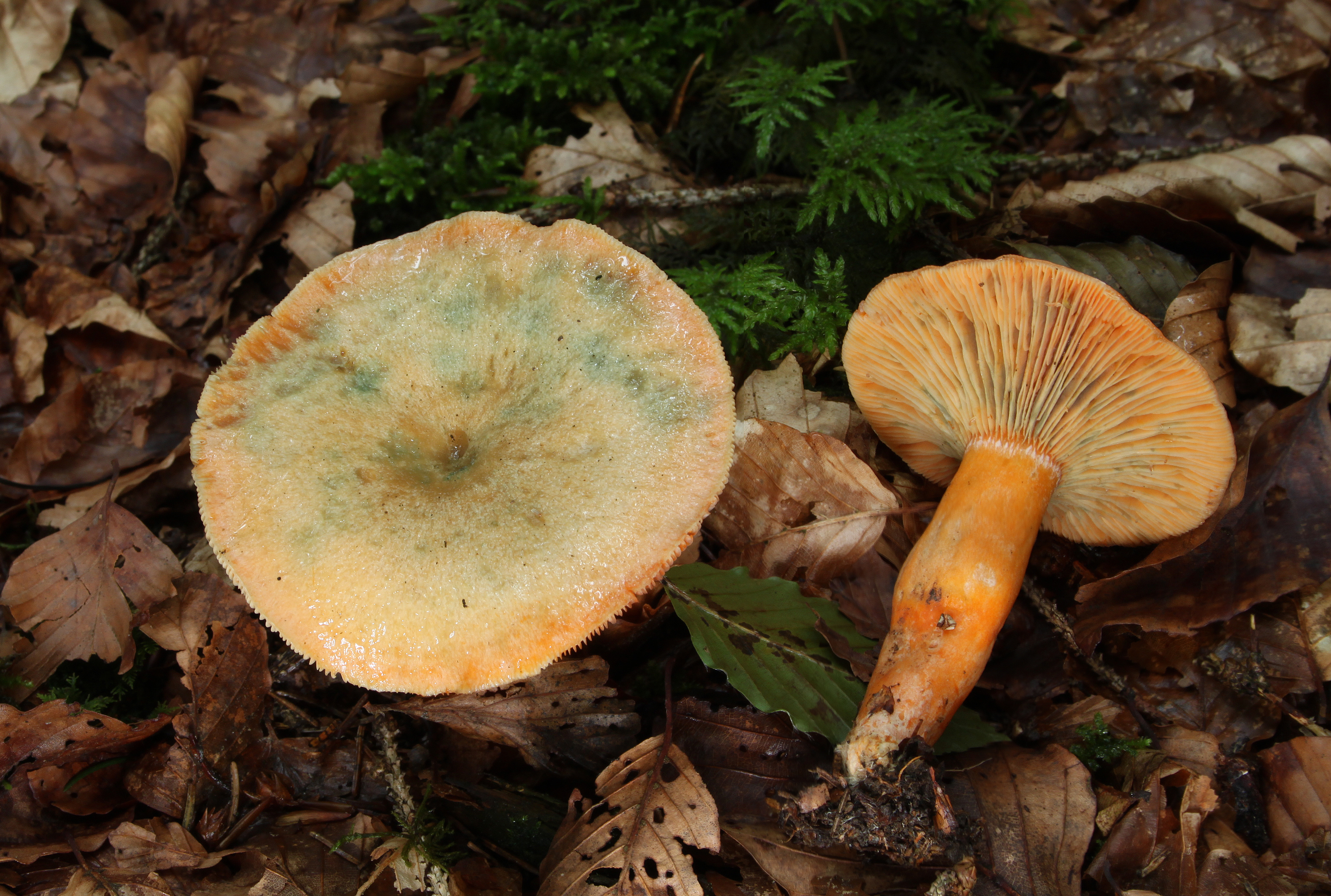
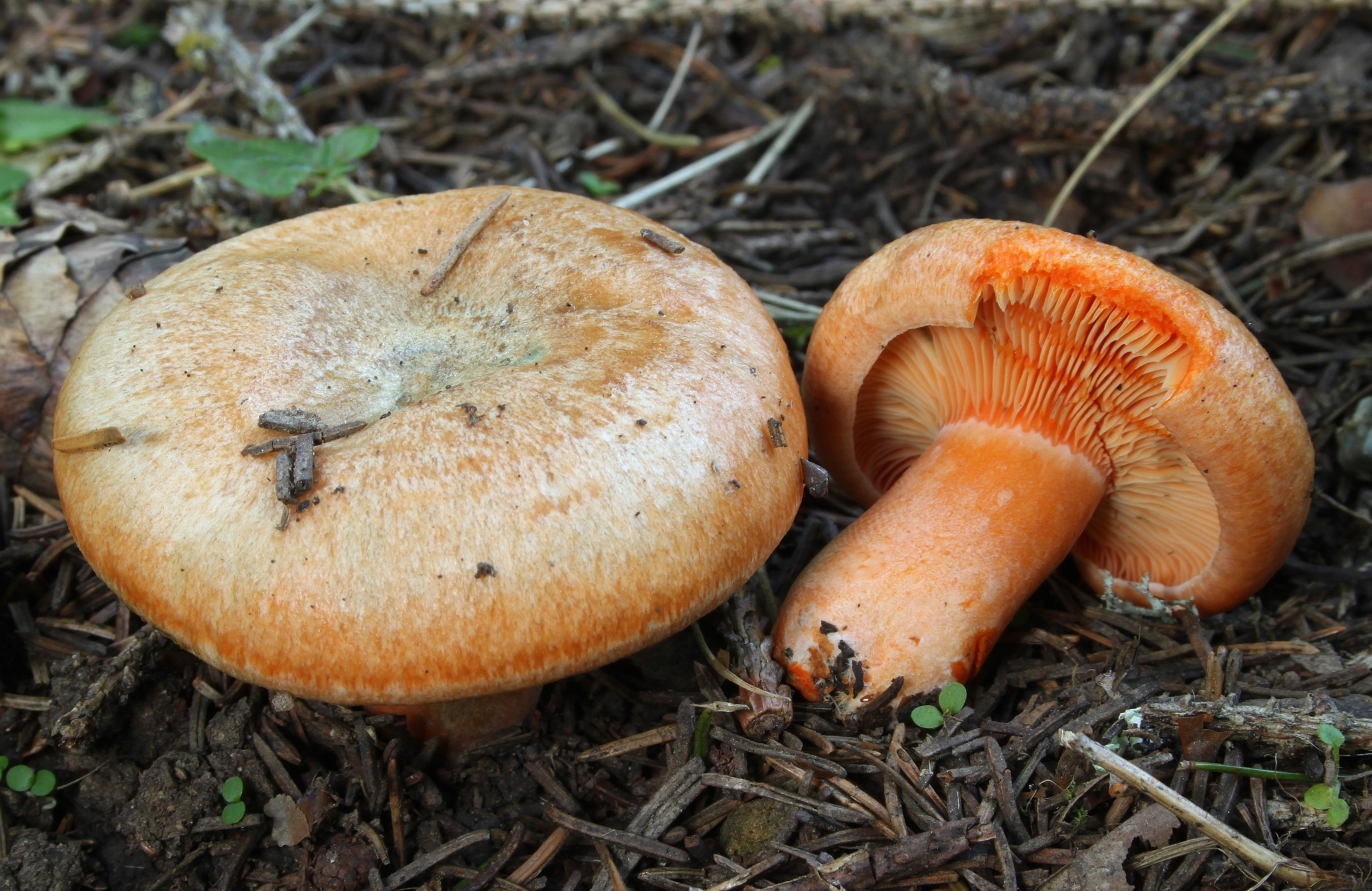
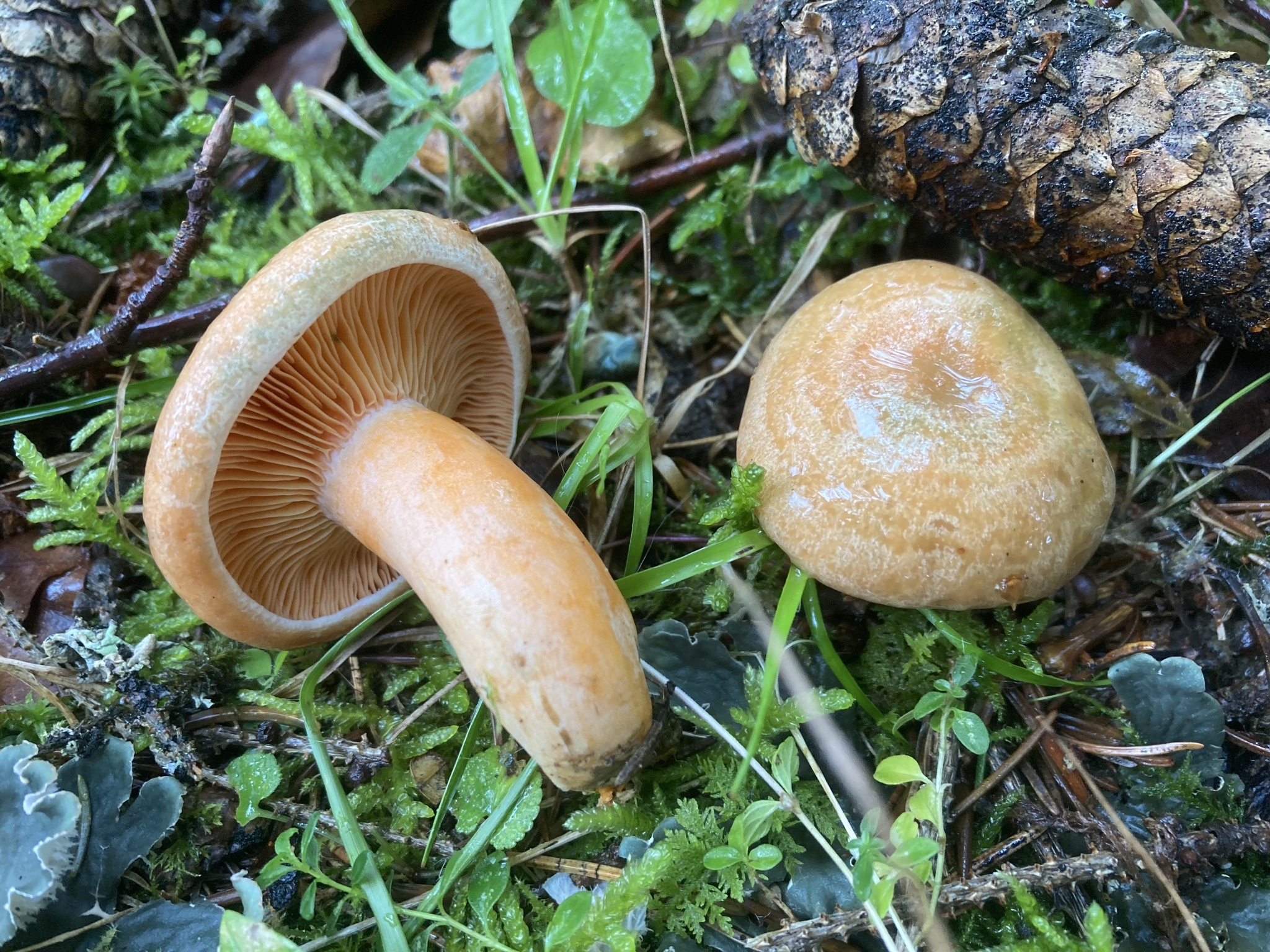

## Habitat et distribution
C'est une espèce ectomycorhizienne, qu'on croyait exclusive à l'Épicéa commun (Picea abies), mais qui a également été observée en symbiose avec le Raisin d'ours (Arctostaphylos uva-ursi).

## Comestibilité
C'est un comestible médiocre, au goût peu agréable, plus ou moins amer.

## Confusions possibles
Le Lactaire de l'épicéa est très souvent confondu avec le Lactaire délicieux (Lactarius deliciosus), qui pousse seulement sous les pins et se distingue également par son chapeau orné de zones concentriques bien marquées et les scrobicules de son pied.
Plus rare, le Lactaire semi-sanguin (Lactarius semisanguifluus) croît aussi sous les pins et verdit presque complètement avec l'âge. Son chapeau est  souvent teinté de gris lilas. Le Lactaire saumon (Lactarius salmonicolor) apparaît quant à lui sous les sapins, surtout en montagne, et d'une teinte saumonée uniforme. Le Lactaire gris orangé (Lactarius quieticolor) a un chapeau et un pied grisâtre et pousse sous les pins.

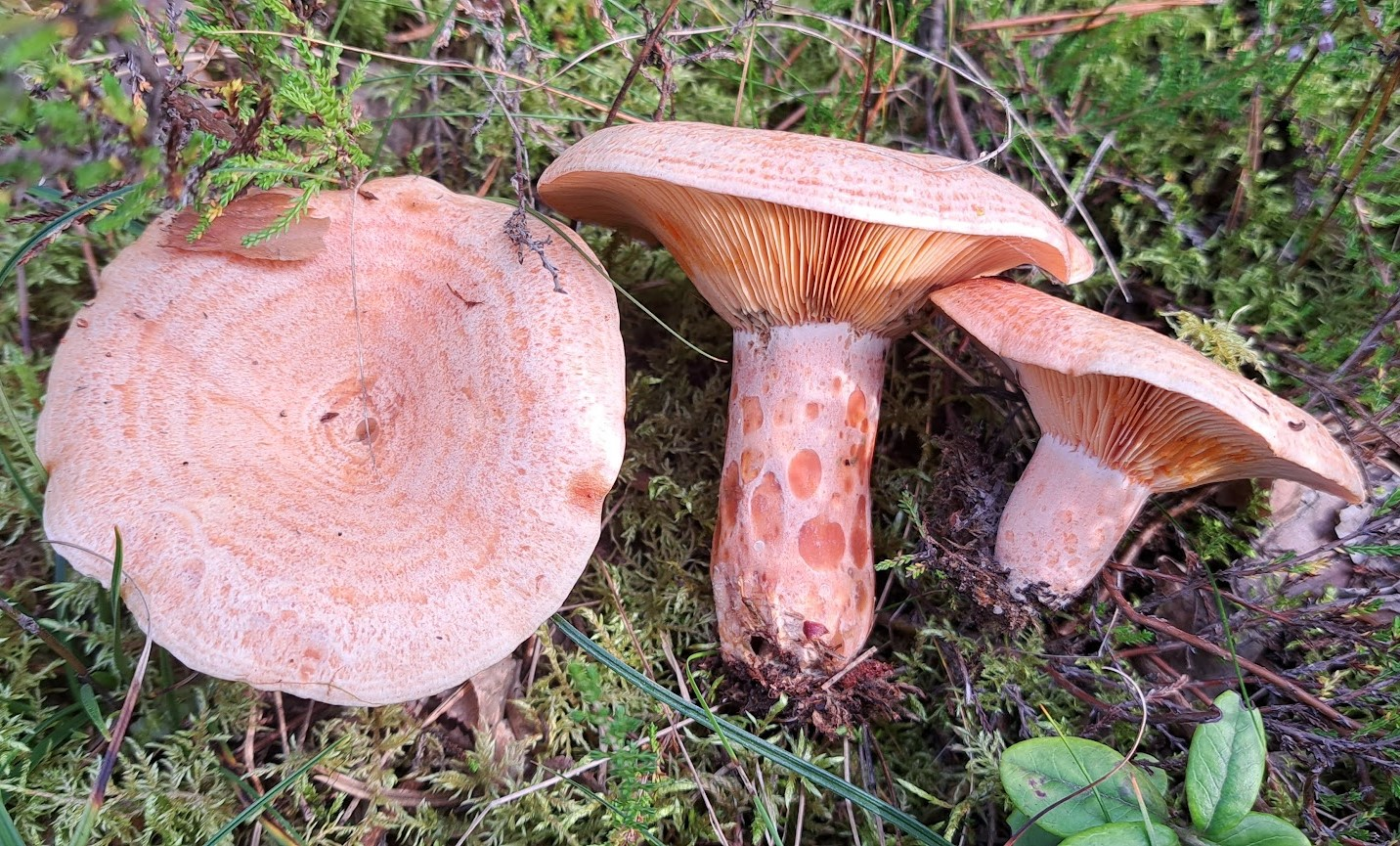
Lactaire délicieux (Lactarius deliciosus), avec zones concentriques et fossettes, sous Pin.
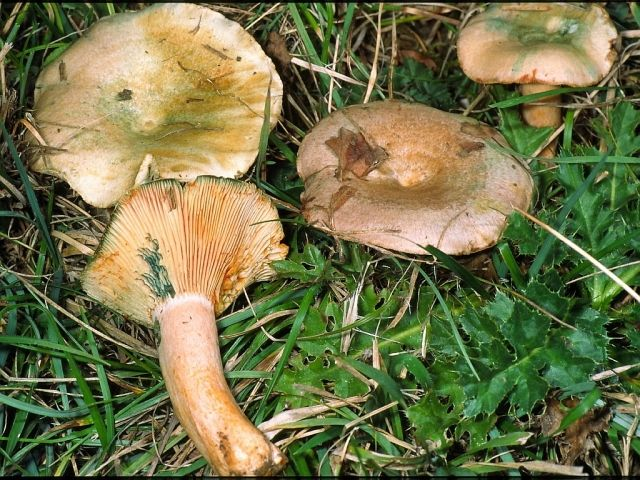
Lactaire semi-sanguin (Lactarius semisanguifluus), verdissant fortement, sous Pin.
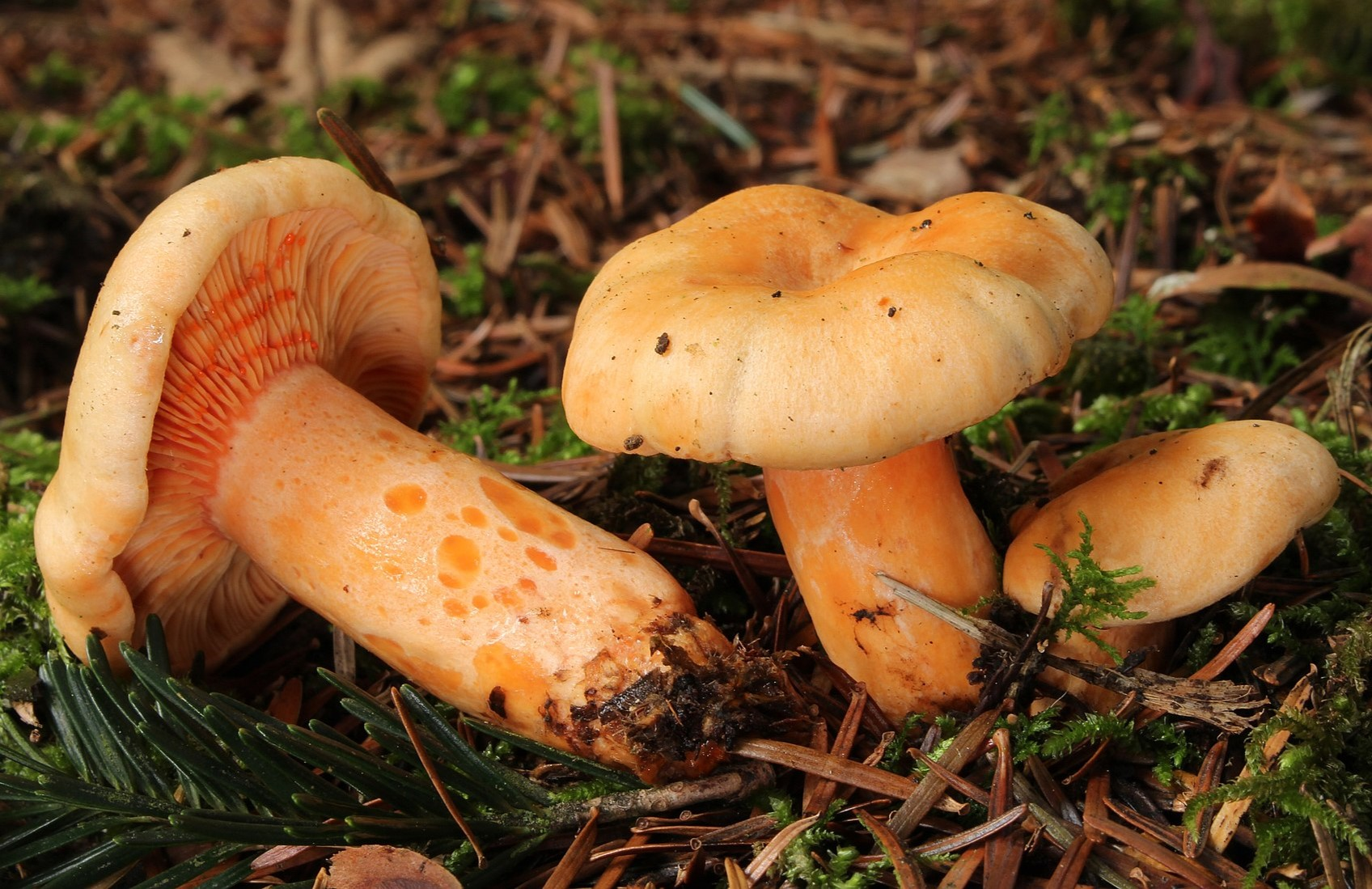
Lactaire saumon (Lactarius salmonicolor), sous Sapin.
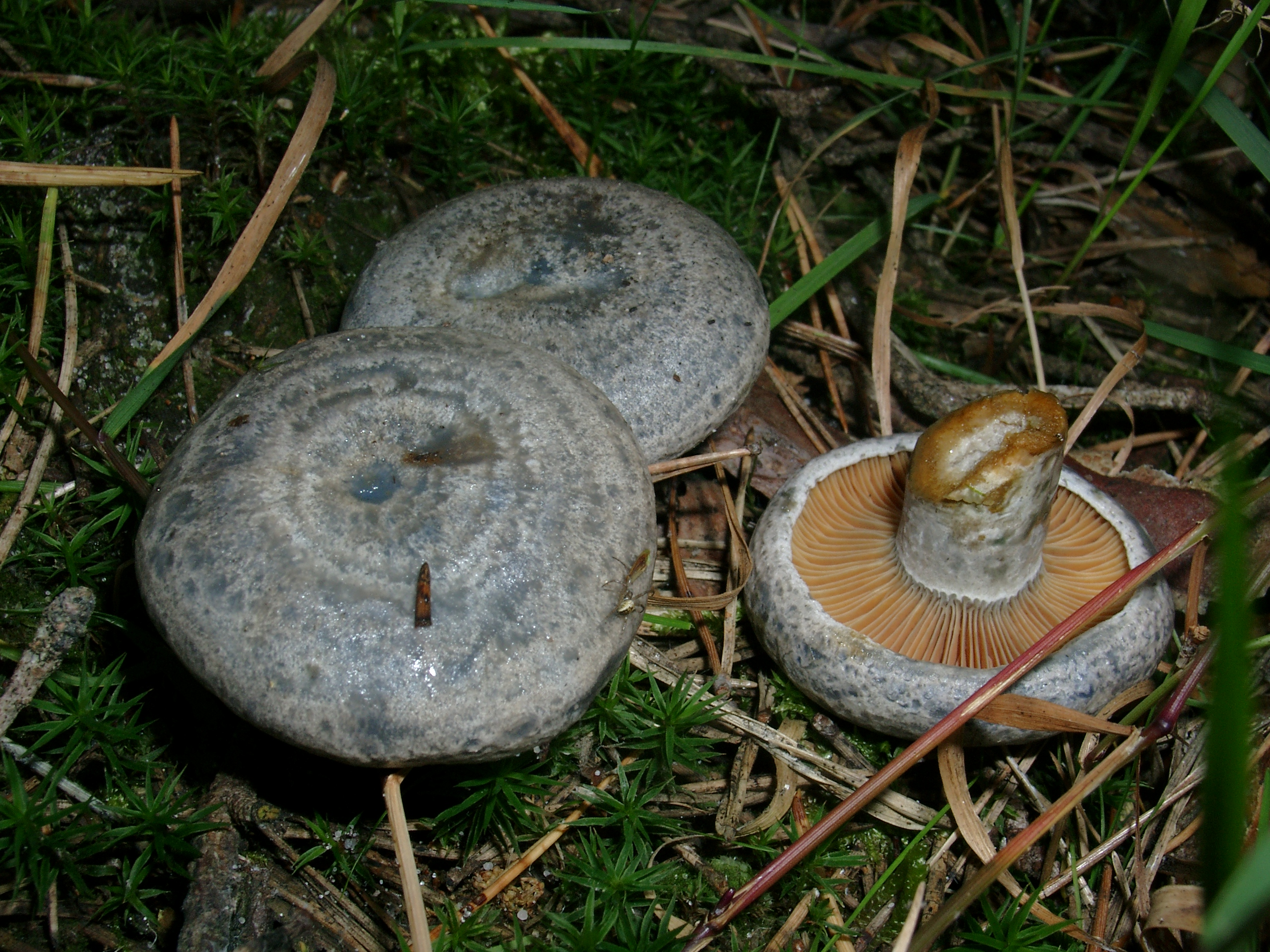
Lactaire gris orangé (Lactarius quieticolor), avec ses tons gris, sous Pin.